# ردموند (واشینگتن)
رِدموند (به انگلیسی: Redmond) شهری است در شهرستان کینگ در ایالت واشینگتن آمریکا که در ۲۶ کیلومتری شرق شهر سیاتل، واشینگتن و در داخل محدوده شهری سیاتل قرار دارد. جمعیت این شهر در سرشماری سال ۲۰۰۰ میلادی ۴۵٬۲۵۶ بوده و در سرشماری سال ۲۰۱۰، به ۵۴٬۱۴۴ نفر افزایش پیدا می‌کند. شرکت بزرگ مایکروسافت و همچنین شعبه آمریکایی شرکت نینتندو در این شهر قرار دارند که باعث شهرت آن شده‌اند. برای مسابقات سالانه دوچرخه سواری ردموند در ولادروم این شهر را به پایتخت «دوچرخه سواری شمال غربی» کشور شهرت داده‌است.

## تاریخ
بومیان آمریکا در منطقه ردموند برای ۶۰۰۰ سال زندگی می‌کردند٬ و نخستین مهاجران اروپایی در دهه ۱۸۷۰ میلادی به آنجا آمده‌اند. لوقا مک ردموند قانون خانهٔ رعیتی را برای زمینی به نام سامامیش سلوگ در ۹ سپتامبر ۱۸۷۰ صادر کرد. به دلیل بودن نهرها و رودهای بسیاری که انبوه از ماهی‌های قزل‌آلا هستند، آنجا سالمونبرگ (به انگلیسی: Salmonberg) نام نهاده شده‌است.

## نگارخانه

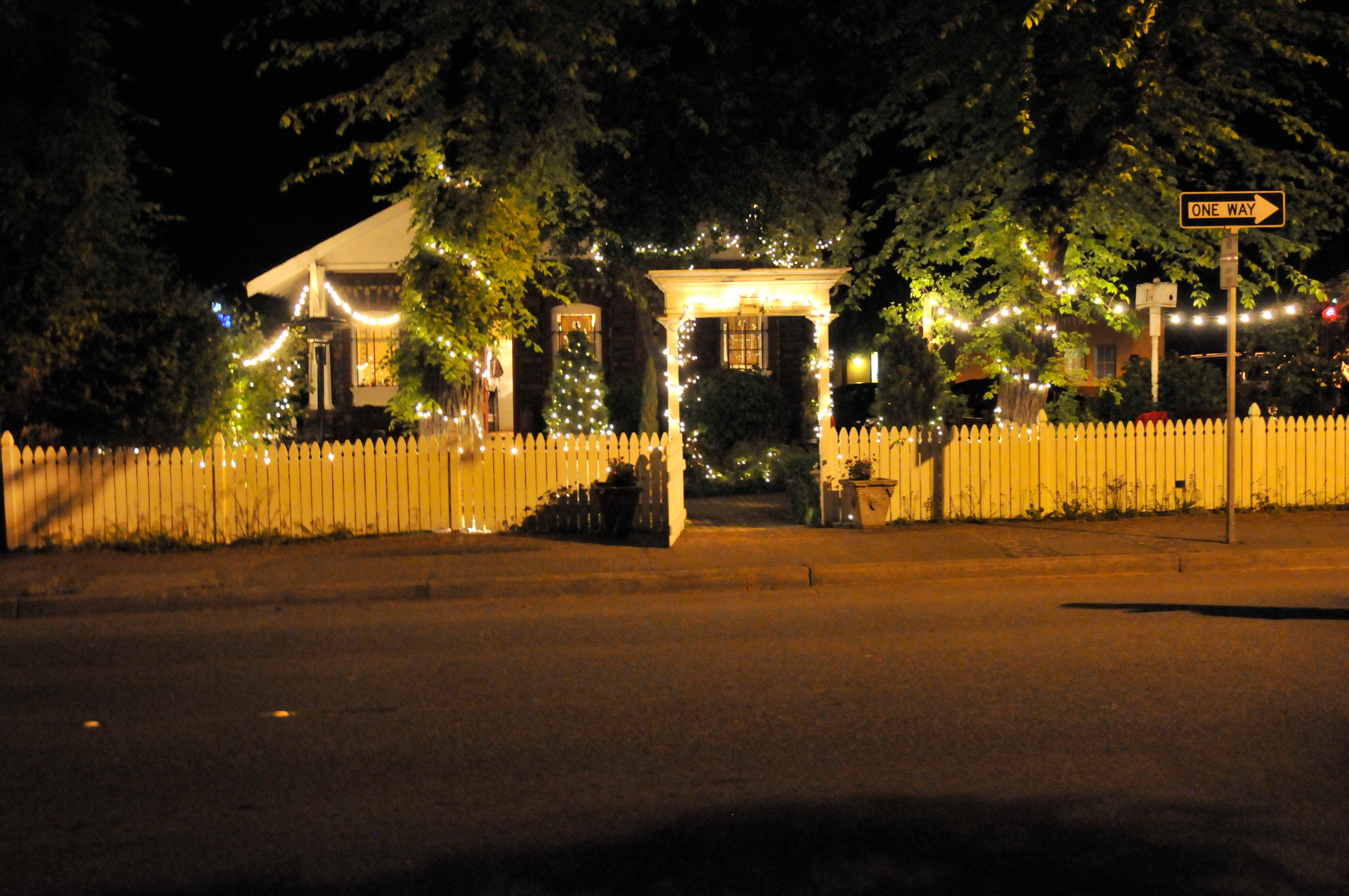
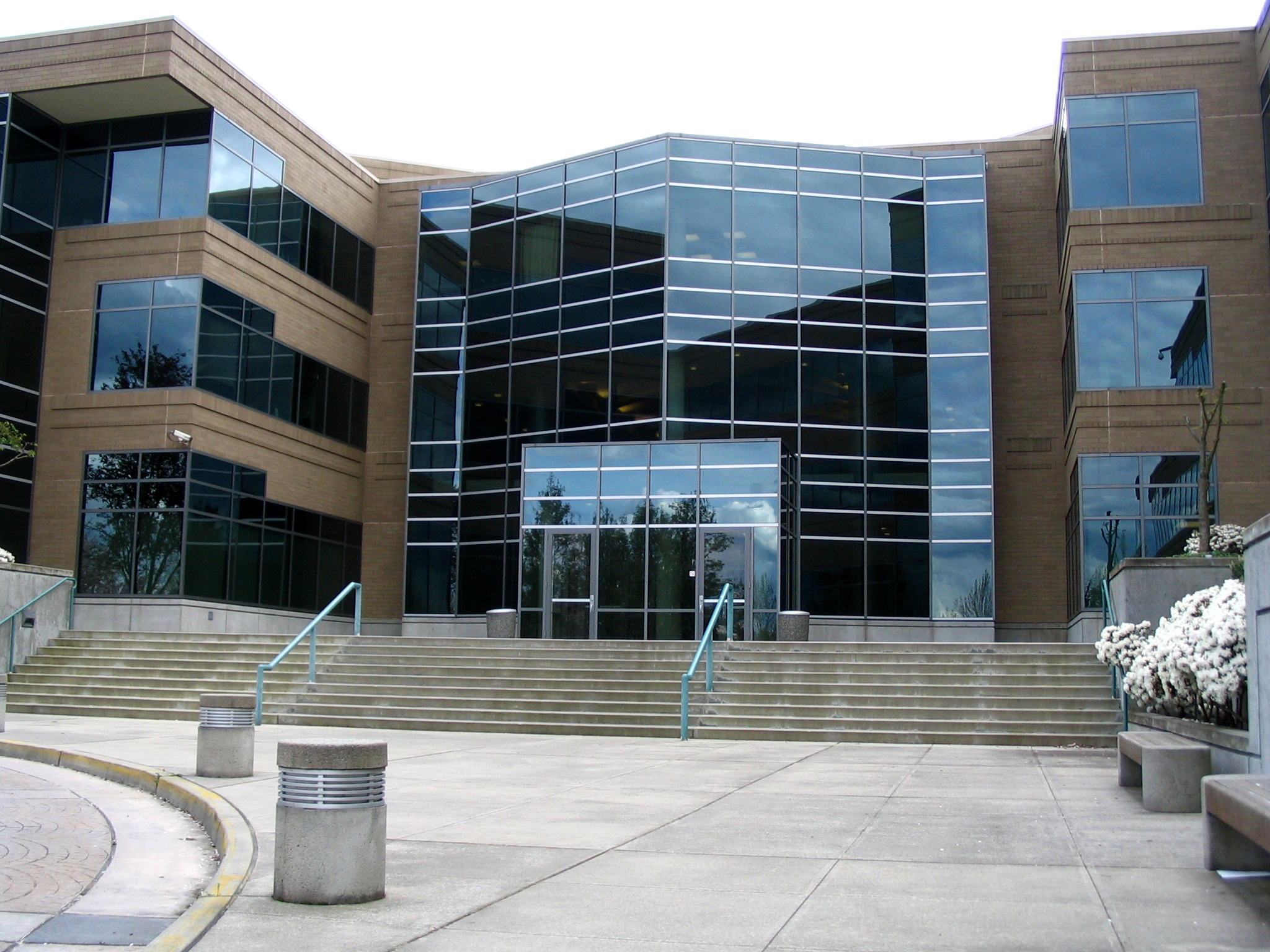
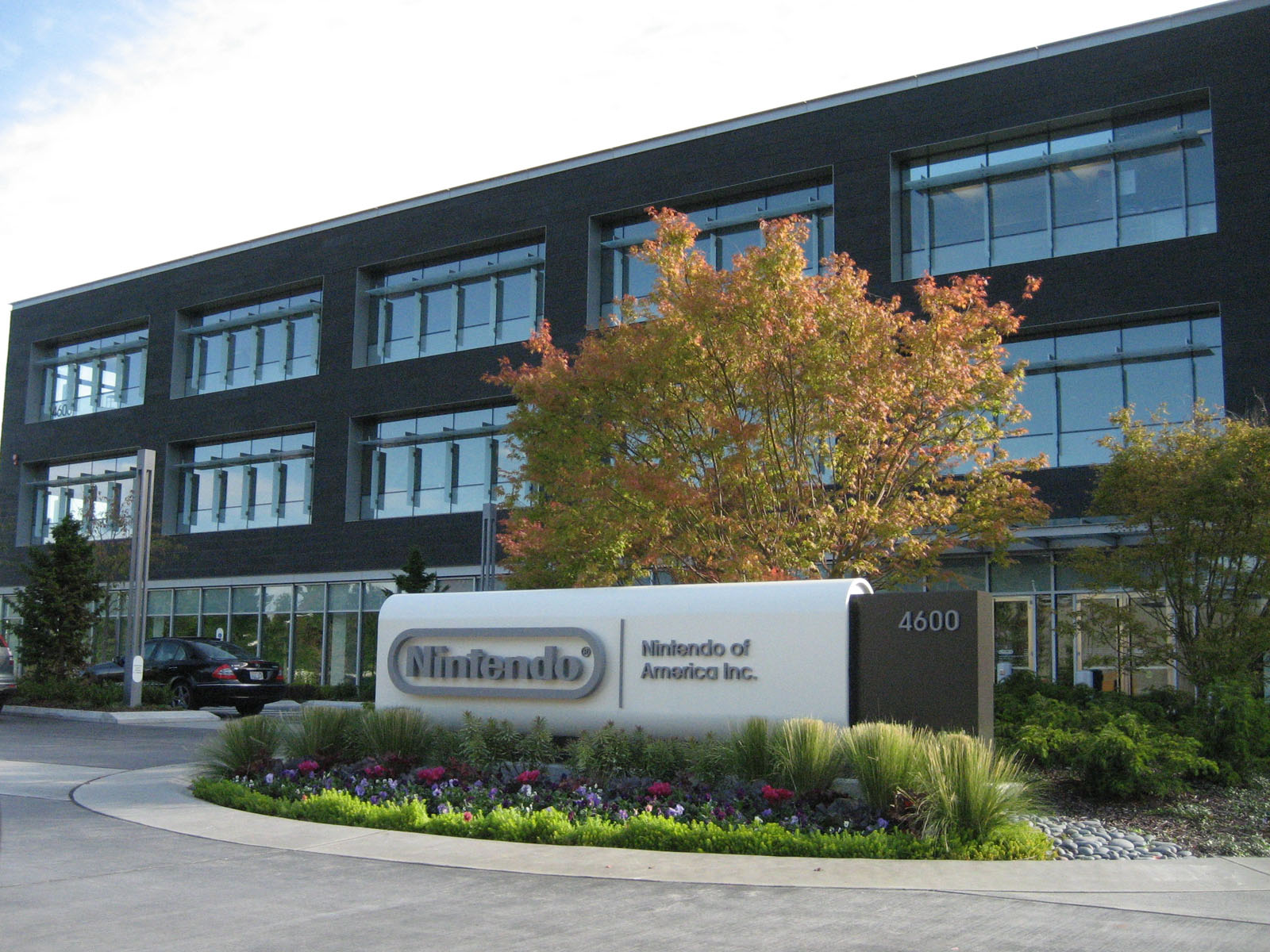